# František Famfulík

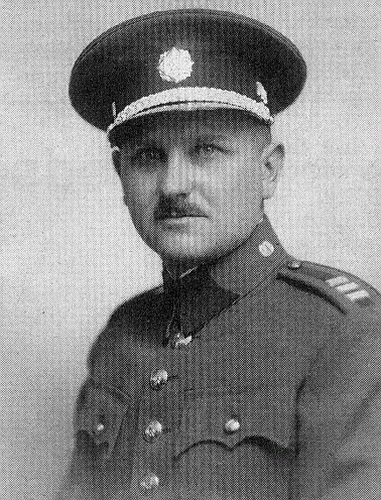
Nadřízený Františka Famfulíka – vrchní strážmistr Oldřich Kohoutek

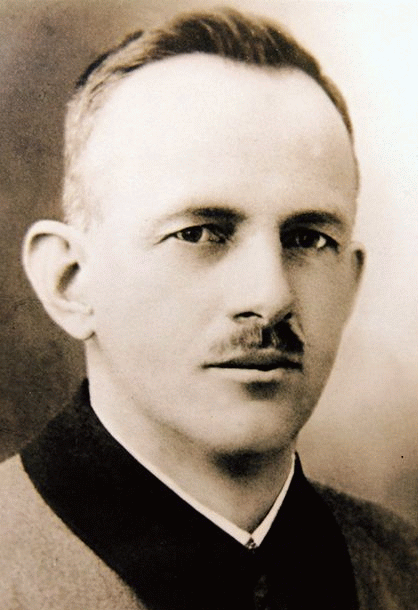
Čeněk Doleček – hajný v hájovně v Luhu (v okrese Ústí nad Orlicí)

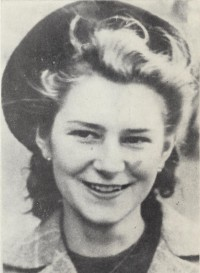
Odbojová spojka Marie Sedláčková (alias „Manka“)

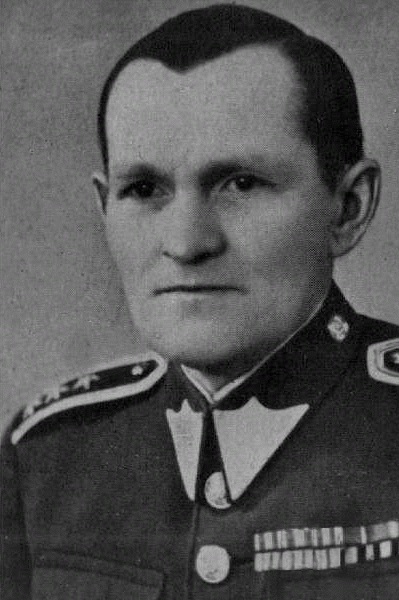
Podplukovník (in memoriam generál) Josef Svatoň (alias „Doubek“)

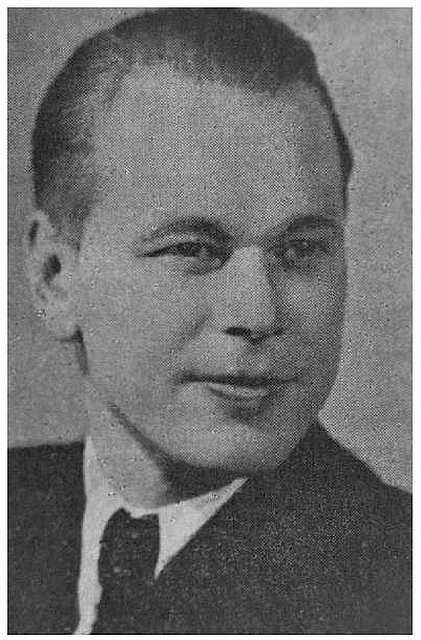
Kapitán Eduard Soška (alias „Eda“ nebo „Skřivánek“)

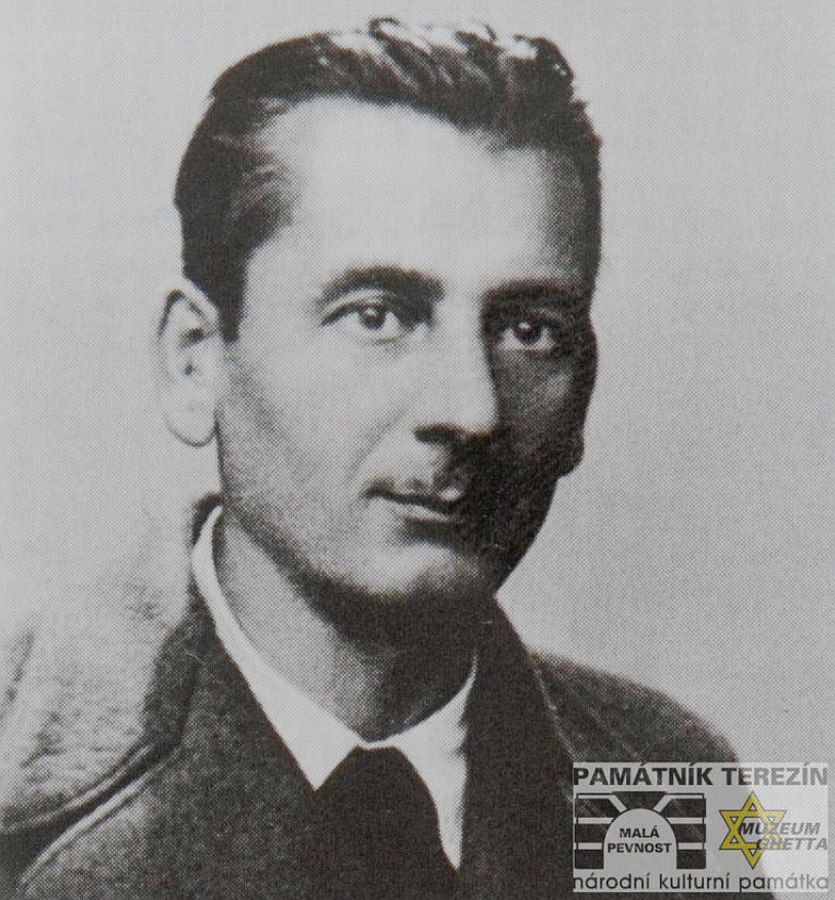
Josef Formánek (1902–1944)

František Famfulík (30. ledna 1910 Horní Újezd – 8. července 1943 Praha, Kobyliská střelnice) byl vrchní četnický strážmistr a velitel četnické stanice v Proseči u Skutče. Během německé okupace Čech a Moravy za druhé světové války se zapojil do protinacistického odboje. Po prozrazení byl zatčen a nacisty popraven na střelnici v Kobylisích.

## Život

### Rodinné zázemí
František Famfulík se narodil 30. ledna 1910 v Horním Újezdě jako nejstarší syn do rodiny tesaře Františka Famfulíka (* 26. října 1889, Seč 71) a jeho ženy Heleny (* 15. října 1889, Horní Újezd).[zdroj⁠?!] Po skončení první světové války se jeho otec vrátil s podlomeným zdravím ze služby v c. a k. rakousko-uherské armádě, rodila se nová Československá republika a vlastenecké smýšlení v rodině silně ovlivnilo dospívajícího mladíka.

### Studia a mlynářství
Po absolvování měšťanské školy odešel František do Strážnice na Moravě, aby se tam vyučil mlynářskému řemeslu. Po vyučení absolvoval vojenskou službu u 8. legionářského pluku v Místku. Po návratu z vojenské služby vypomáhal (v období světové hospodářské krize) rodičům v hospodářství, které měli nedaleko Nových Hradů ve Vidlaté Seči. Nakonec získal místo mlynářského pomocníka v obci Tržek. Sem každý den docházel a po pracovní době se zapojil aktivně do činnosti v místní sečské sokolské organizaci. Výkon mlynářského řemesla se po nějaké době u Františka projevil vznikem zdravotních potíží. Ty mu nakonec zcela zabránily vykonávat mlynářskou profesi a tak se rozhodl ucházet se o místo u četnického sboru.

### U četnického sboru
Po přijetí do řad členů četnického sboru absolvoval František odbornou četnickou školu v Bratislavě a po ní byl přidělen k pohotovostnímu útvaru v Lučenci. Později sloužil jako četník u různých útvarů na Slovensku. Narůstající separatistické tendence (zejména maďarsky hovořících osob) jej přiměly k dobrovolnému návratu do Čech. V Čechách jej zařadili nejprve do Stráže obrany státu (SOS) v Přelouči. V Přelouči vstoupil do svazku manželského s o pět let mladší Marií Topercerovou (* 23. ledna 1915),[zdroj⁠?!] kterou si s sebou přivezl ze Slovenska. Nejspíše rozdílnost povahových vlastností obou manželů vedla ke sporům a tak se František v roce 1939 vrátil na Slovensko, kde jej zastihl i 15. březen 1939 – den okupace českých zemí Německem. Pokus o odchod z okupovaného státu se Františku Famfulíkovi nepovedl. Poté, co prošel několika funkcemi v četnických složkách, se nakonec dostal služebně do Dolního Újezdu a posléze do Proseče.

### Cesta k odboji
František si jako vlastenec a příslušník ozbrojených sil porobeného státu, který měl blízko ke zbraním a uměl s nimi zacházet, stále více uvědomoval, že se (jako Čech pod německým útlakem) musí se zlem okupantů národ vypořádat jen a jen po zlém. Domácí odbojová činnost se v začátcích Protektorátu Čechy a Morava teprve rodila, ale František se rozhodl ji co nejdříve dle svých sil a možností podpořit.
Z pozice příslušníka četnického sboru měl přístup k informacím, které byly předmětem interních šetření ve prospěch okupační moci. Jednalo se například o oběžníky, které vypracovalo gestapo a které sloužily jako pokyny pro činnost protektorátní policie a četnictva. Také se jednalo především o informace o osobách k německému režimu neloajálních, o nichž předpokládala (nebo i věděla) tajná německá policie, že již vyvíjejí (nebo by mohly vyvíjet) ilegální činnost. A bylo to právě četnictvo, kdo disponoval značnými znalostmi o místech a osobách (mnohdy lepšími než mělo samotné gestapo). Všichni četníci ovšem nebyli ochotni se podřídit a plně oddat spolupráci s okupační mocí. K těm patřil právě František Famfulík.

### Oldřich Kohoutek (1)
Spolu se svým nejbližším nadřízeným, vrchním strážmistrem Oldřichem Kohoutkem (velitelem četnické stanice v Proseči) společně založili malou odbojovou skupinu. Podporovali příbuzné osob, které se ocitly v hledáčku německých bezpečnostních složek nebo osob, které již byly odhaleny, uvězněny případně deportovány do koncentračních táborů. Pečovali o příbuzné osob, které byly pracovně nasazeny na nucené práce v Říši nebo na různých jiných místech v rámci protektorátu. Těmto osobám se občas podařilo uprchnout z nuceného pracovního nasazení a Němci po nich vyhlásili oficiální pátrání jako po nepřátelsky smýšlejících lidech. Němci předpokládali, že lidé na útěku budou hledat v první řadě pomoc u svých příbuzných a že je více než pravděpodobné, že se u nich budou, alespoň na přechodný čas, ukrývat.
František Famfulík prokazatelně varoval ty, o nichž se dozvěděl, že se ocitli v hledáčku protektorátní moci anebo po nichž bylo vyhlášeno pátrání pro podezření z odbojové činnosti. Takto citlivé informace Němci (ač neradi) předávali českým četníkům a pověřovali je tak pátráním po těchto osobách. František, v rámci svých možností, hledané (nebo jejich příbuzné) na nebezpečí zadržení či jiné obdobné okolnosti upozorňoval. Toto počínání ohrožovalo nejen Františka Famfulíka samotného, ale i členy jeho rodiny a rovněž jeho blízké příbuzné.

### Oldřich Kohoutek (2)
Poté, co byl zatčen gestapem Františkův nadřízený vrchní strážmistr Oldřich Kohoutek, se František ocitl v nebezpečné situaci. Sám ale pokračoval v odbojové činnosti dále. (Vrchní strážmistr Kohoutek zemřel ve vyšetřovací vazbě v Drážďanech na následky výslechových metod gestapa.) František Famfulík dál pomáhal rodinám uvězněných, někdy využíval vlastní finanční prostředky, jindy se mu dařilo získat peníze oslovením ideologicky nakloněných osob, k čemuž využíval svých znalostí z četnické práce ale i svých známostí, které pocházely ještě z dob, kdy působil v řadách sokolského hnutí. (Sokolská organizace byla za protektorátu zakázána.)

### Josef SvatoňaEduard Soška
Prokazatelně se podílel na zařizování úkrytů pro odbojáře soustředěné kolem bývalých prvorepublikových vojáků československé armády. Konkrétně se jednalo o Josefa Svatoně (alias „Doubek“; (1896–1944); po druhé světové válce povýšeného do hodnosti generála) a o kapitána Eduarda Sošku (alias „Eda“ (1913–1944)). Oba jmenovaní byli napojeni na část londýnského odboje, oni a jejich odbojoví spolupracovníci operovali v oblasti s velmi nepřehledným terénem (kolem Nových Hradů a Proseče) a František Famfulík je pomáhal ukrývat již v době, kdy gestapo znalo jejich totožnost. Josef Svatoň se pokoušel z této oblasti navazovat spolupráci s dalšími odbojovými skupinami působícími na teritoriu protektorátu, což se mu střídavě nedařilo i dařilo a to za pomoci široké sítě spolupracovníků. (Dne 1. listopadu 1944 byli Josef Svatoň a Eduard Soška obklíčeni a v přestřelce s gestapem u Pasek poblíž Proseče přišli o život.)

### Schůzka u Čeňka Dolečka
Jedno z konspirativních setkání se uskutečnilo v hájovně Čeňka Dolečka nedaleko Brandýsa nad Orlicí a na samotném jeho zajištění se podílel i František Famfulík tím, že pro Josefa Svatoně a Eduarda Sošku zajistil padělané doklady totožnosti. Falešné doklady byly zhotoveny na oficiálních protektorátních tiskopisech a v případě kontroly v terénu (tedy mimo úřadovnu policie, četnictva nebo gestapa) se jevily jako plně dostačující.

### Josef Formánek
Jako protektorátnímu četníkovi se Františku Famfulíkovi dostal do rukou rozkaz k zadržení litomyšlského rodáka a komunistického funkcionáře Josefa Formánka (1902–1944) (bývalého nadporučíka československé armády), kterého František namísto zadržení včas varoval. Díky tomu se Josef Formánek přesunul do okolí Hradce Králové vybaven od Františka Famfulíka navíc pistolí s náboji a dvěma granáty. Po udání konfidentem gestapa Vladimírem Farským (1899–1944) byl Josef Formánek zadržen protektorátními bezpečnostními složkami (gestapem) 27. března 1943 ve Dvoře Králové nad Labem. Při zostřeném výslechu prozradil od koho pochází u něj nalezená pistole a granáty. (Josef Formánek byl popraven 23. srpna 1944 v Drážďanech.)

### Zatčení, výslechy, soud, věznění
Na základě informace získané při výslechu (respektive na udání) Josefa Formánka byl následně zadržen 9. dubna 1943 i strážmistr četnictva František Famfulík.
Zatčený byl nejprve odvezen k výslechům do Hradce Králové. K soudnímu přelíčeni u lidového soudu v Berlíně byl František převezen v červenci 1943. Za činnost proti Říši byl berlínským soudem odsouzen k trestu smrti zastřelením. Po soudu jej převezli zpět do Protektorátu Čechy a Morava, kde jej věznili nejprve v Malé pevnosti Terezín a pak v Praze v cele smrti. Tou dobou zde byli vězněni i další tři odsouzení:
- praporčík četnictva Josef Bojas z Českobudějovicka;
- štábní strážmistr Jan Jirásek z Táborska;
- štábní strážmistr četnictva František Rajmon z Náchodska.

I oni si, stejně jako František, prošli zostřenými výslechy aniž by vyslýchajícím orgánům prozradili jakékoliv užitečné informace.

### Poprava
Popravu pojala branná a civilní německá moc jako demonstraci svojí protektorátní síly. (Popravu měl na starosti státní tajemník Úřadu říšského protektora K. H. Frank a SS-Gruppenführer a generál pořádkové policie Paul Riege.) Cílem veřejně přístupné exekuce 8. července 1943 na střelnici v pražských Kobylisích mělo být psychologické oslabení touhy po odboji především v řadách protektorátních četníků. Jako publikum bylo dle rozkazu na popravišti přítomno 30 důstojníků četnictva a 120 řadových četníků. Všem odsouzeným byly (jako akt ponížení) před popravou strhány distinkce jejich hodností. Všichni odsouzení odmítli zavázání očí páskou a svorně zvolali: „Smrti se jako vojáci nebojíme, dokážeme se jí dívat do očí.“ V poutech byli odsouzení přivedeni k popravčím kůlům, kde jim byl přečten rozsudek, ve kterém byla jejich česká jména vyřčena v poněmčené verzi. Proti tomu se odsouzení ohradili výroky: „Nejsme Franz a Johan, ale František a Jan.“ Plánovaný průběh popravy se Němcům nepodařilo naplnit. Měli připravený projev, v němž se celou situaci snažili ozřejmit a zastrašit případné další odbojáře. Projev statečnosti odsouzených ale Němce zjevně zaskočil a velicí důstojník musel urychleně přistoupit k vydání povelu ke střelbě. Děj popravy většina ze 150 přihlížejících příslušníků protektorátní policie a četnictva povinně sledovala, ale většina jen s odvrácenou tváří.

Protektorátní četníci popravení společně s Františkem Famfulíkem
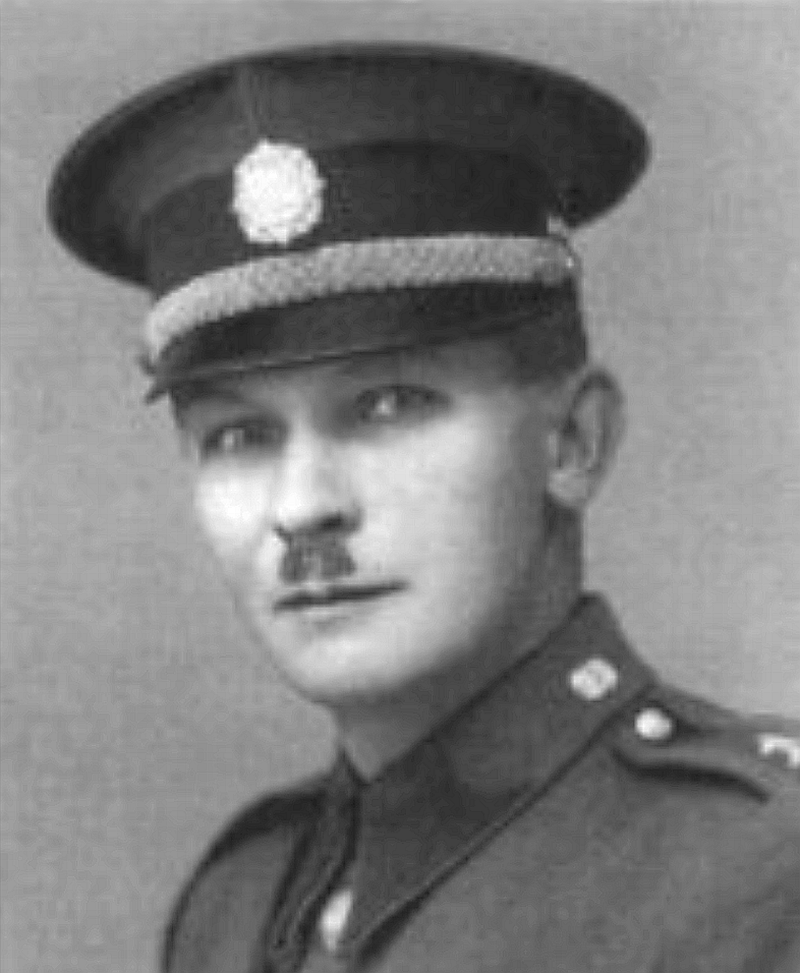
František Rajmon
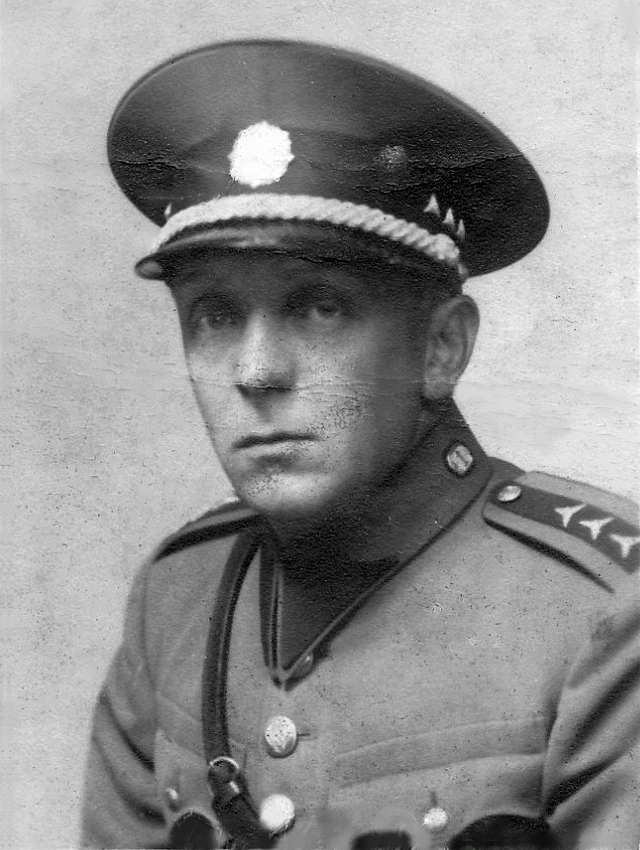
Josef Bojas
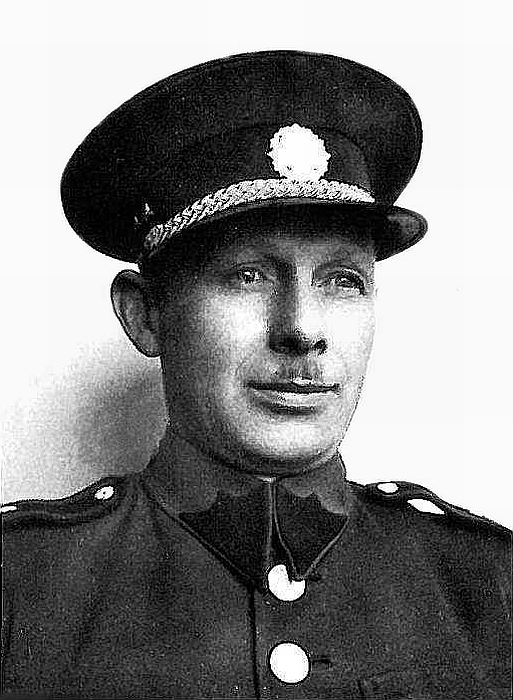
Jan Jirásek

## Připomínky

### Modrá dodatková uliční deska 1
V ulici Famfulíkova v Praze 8 v Kobylisích na panelovém domě číslo popisné 1149/1 (GPS souřadnice: 50.1309556N, 14.4717864E (50°7'51.440"N, 14°28'18.431"E)) se nachází dvojí smaltovaná tabule. Ta červená se jménem ulice a pod ní modrá dodatková tabule s následujícím textem:
„Josef Famfulík – (1910 – 1943) – Působil v četnictvu, kde byl jako strážmistr velitelem četnické stanice v Proseči u Skutče. Během okupace se zapojil do protinacistického odboje. Za tuto svou odbojovou činnost byl nacisty popraven na střelnici v Kobylisích“. Je ke škodě věci, že křestní jméno jméno strážmistra Famfulíka je uvedeno chybně jako Josef.

### Modrá dodatková uliční deska 2
Před domem na adrese: Famfulíkova 1140/19, 182 00 Praha 8 - Kobylisy (GPS souřadnice: 50°7'56.272"N, 14°28'15.549"E; 50.1322978N, 14.4709858E) na sloupu veřejného elektrického osvětlení je umístěna modrá smaltovaná dodatková uliční cedule s následujícím textem:
„Josef Famfulík – (1910 – 1943) – Působil v četnictvu, kde byl jako strážmistr velitelem četnické stanice v Proseči u Skutče. Během okupace se zapojil do protinacistického odboje. Za tuto svou odbojovou činnost byl nacisty popraven na střelnici v Kobylisích.“ I zde je uvedeno chybné křestní jméno (Josef) strážmistra Famfulíka.

### Pamětní deska na budově školy
Na vnější obvodové stěně školní budovy na adrese Vidlatá Seč 54, 570 01 Vidlatá Seč (GPS souřadnice: 49.8368611N, 16.2058492E; 49°50'12.700"N, 16°12'21.057"E) je umístěna pamětní deska věnovaná památce Františka Famfulíka. Deska byla instalována 7. července 1946. Na desce je nápis:
„Dne 8.7.1943 byl zastřelen na / střelnici v Kobylisích jako oběť / nacistické násilnosti zdejší rodák / četnický strážmistr / FRANT. FAMFULÍK“.

### Kenotaf na hřbitově
Na hřbitově ve Vidlaté Seči (GPS souřadnice středu hřbitova: 49°50'12.332"N, 16°12'58.348"E; 49.8367589N, 16.2162078E) je umístěn kenotaf s následujícím textem:
„RODINA / FAMFULÍKOVA / V UPOMÍNKU FRANTIŠKA / VRCHNÍHO ČETNICKÉHO STRÁŽMISTRA / KTERÝ BYL NĚMCI V KOBYLISÍCH / POPRAVEN 8.7.1943 VE VĚKU 33 l.“

### Pamětní deska na kobyliské střelnici
Jeho jméno je uvedeno na jedné z 36 pamětních mosazných desek v areálu památníku (národní kulturní památky) kobyliské střelnice. Spolu s ním jsou zde uvedena jména dalších protektorátních četníků (Josef Bojas, Jan Jirásek, František Rajmon), kteří byli na střelnici popraveni 8. července 1943.

### Památník na Olšanských hřbitovech
Jeho jméno je uvedeno na Památníku příslušníkům policie a četnictva, kteří položili své životy při obraně vlasti v letech 1938 až 1945. Památník je vzpomínkou na četníky a policisty v uniformě kteří přišli o život při výkonu své práce (v předválečné době, v československém příhraničí, v protiněmeckém odboji, při osvobozování na konci druhé světové války) nebo se stali oběťmi záměrné likvidace v nacistických koncentračních táborech. Výrobu památníku zadalo Policejní prezidium České republiky. Muzeum Policie České republiky a Správa pražských hřbitovů rozhodli začátkem roku 2014 o umístění památníku na vojenském pohřebišti Olšanských hřbitovů v Praze. Uměleckou myšlenku památníku ztvárnil sochař MgA. Jiří Kašpar (* 20. ledna 1977, Praha). Památník byl dokončen 26. října 2015 a dne 5. listopadu 2015 byl slavnostně odhalen.

## Fotogalerie

Připomínky Františka Famfulíka
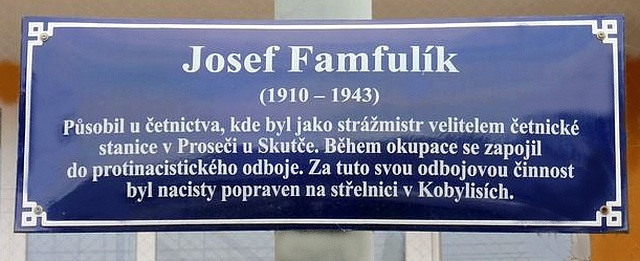
Modrá dodatková smaltovaná uliční deska v ulici Famfulíkova
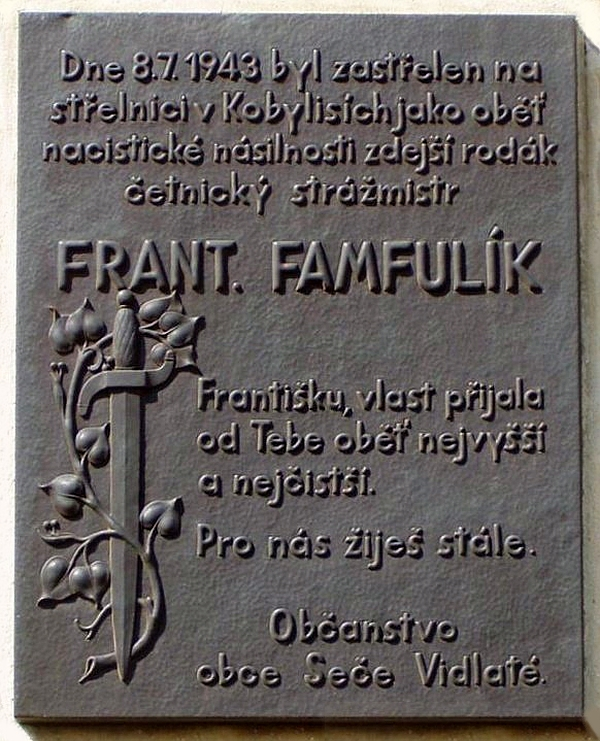
Pamětní deska na budově školy ve Vidlaté Seči
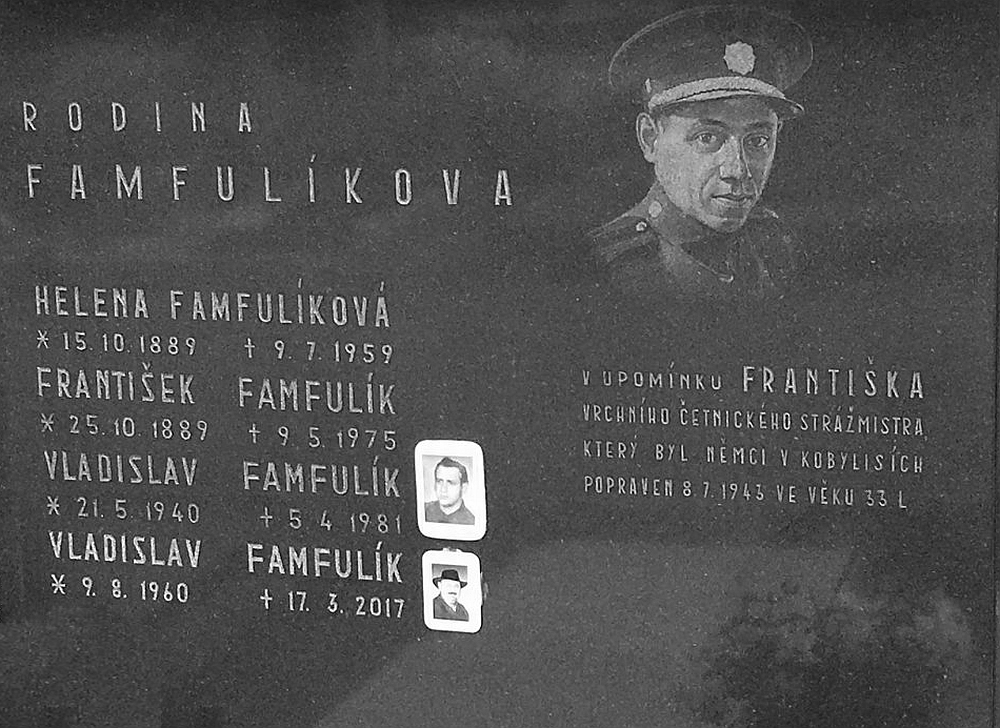
Kenotaf na hřbitově ve Vidlaté Seči
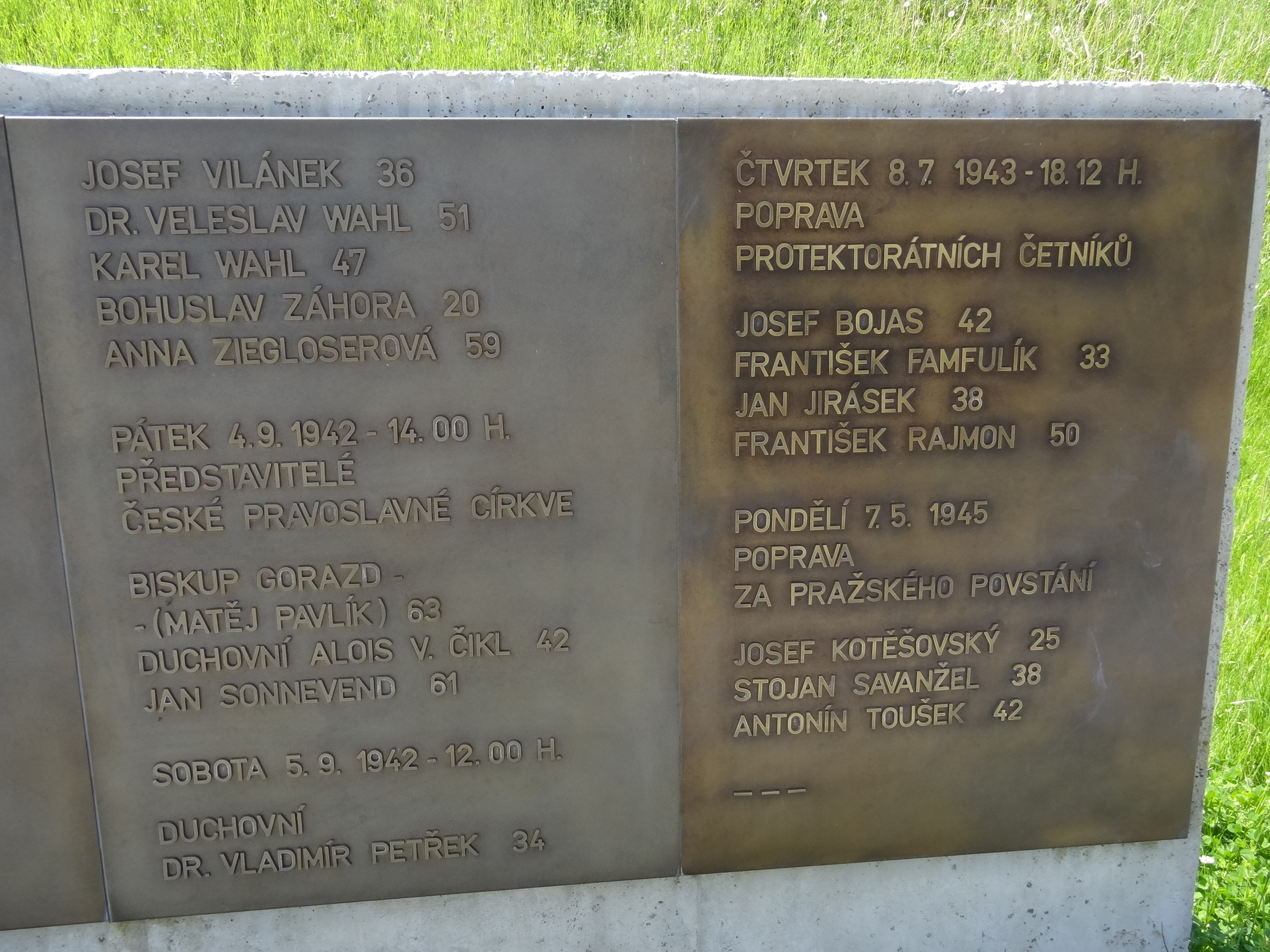
Poslední pamětní deska na kobyliské střelnici (na pravé straně fotografie) nese jména zastřelených protektorátních četníků
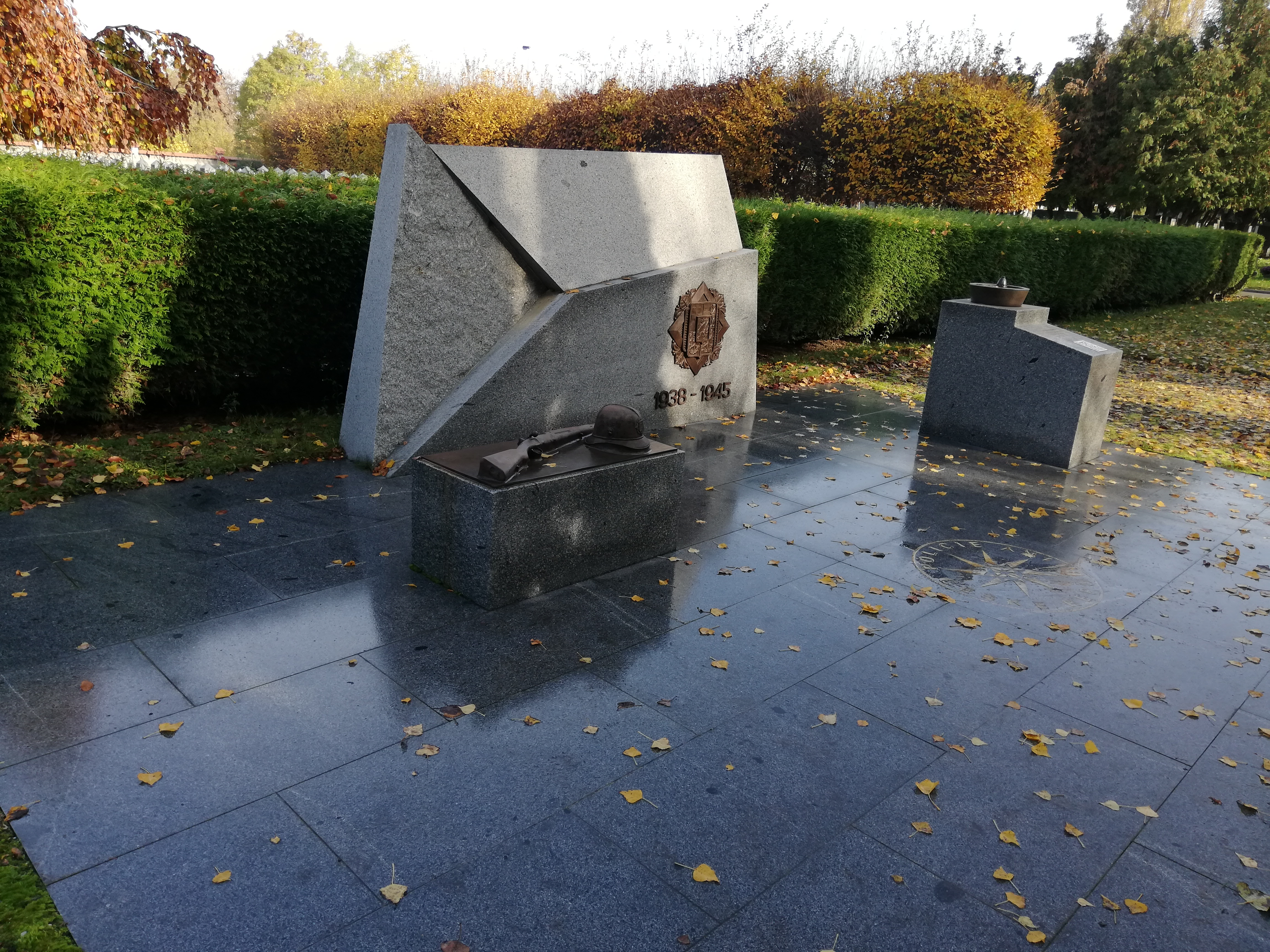
Památník příslušníkům policie a četnictva